# 28 de novembre
El 28 de novembre o 28 de santandria és el tres-cents trenta-dosè dia de l'any del calendari gregorià i el tres-cents trenta-tresè en els anys de traspàs. Queden 33 dies per finalitzar l'any.

## Esdeveniments
Països Catalans
- 1705, Barcelona: L'arxiduc Carles d'Àustria hi jura els privilegis de la Corona d'Aragó i n'esdevé rei amb el nom de Carles III.
- 1715, Mallorca i Eivissa: Felip V de Castella n'aboleix el govern polític i administratiu propi amb un dels Decrets de Nova Planta.
- 1794, Figueres: Dominique Catherine de Pérignon capturà la ciutat després de la batalla del Roure.
- 1976, l'Espluga de Francolí, Conca de Barberà: S'hi celebra el primer congrés de la Unió de Pagesos.
- 1995, Barcelona: S'inaugura oficialment el Museu d'Art Contemporani de Barcelona (MACBA).[2]
- 2010: 
  - Surt el primer número del diari Ara.[3]
  - Jornada d'eleccions al Parlament de Catalunya corresponents a la IXa legislatura de l'actual període democràtic.

Resta del món
- 1095: El papa Urbà II, en el concili de Clermont, declara la Primera Croada.
- 1520: L'expedició de Magalhães-Elcano arriba a l'oceà Pacífic. Serà la primera de travessar-lo.[4]
- 1705 - Varsòvia (Polònia): l'Imperi Suec signa un pacte de pau i aliança amb la facció de la Confederació de Polònia i Lituània fidel a Estanislau I de Polònia en el Tractat de Varsòvia de 1705 durant la Gran Guerra del Nord.
- 1803 - Adgaon (Maharashtra, Índia): els anglesos guanyen la batalla d'Angaon contra els marathes durant la Segona Guerra Anglo-Maratha.
- 1905: Arthur Griffith crea el Sinn Féin.
- 1912: Albània s'independitza de l'Imperi Otomà.
- 1960: Mauritània s'independitza de França.
- 1967: Els astrònoms Jocelyn Bell i Antony Hewish descobreixen el primer púlsar.
- 1989 - Praga, Txecoslovàquia: El Partit Comunista anuncia que abandonarà el poder, acabant amb el sistema de partit únic.
- 2010: Wikileaks i cinc grans diaris comencen a publicar documents interns del Departament d'Estat dels Estats Units.

## Naixements
Països Catalans
- 1742 - Sabadell (Vallès Occidental): Francesc Joncar i Querol, sacerdot, mestre de capella i compositor català.
- 1823 - Barcelona (Barcelonès): Manuel Duran i Bas, jurisconsult i polític català, rector de la Universitat de Barcelona (m. 1907).[5]
- 1844 - València (l'Horta): Josep Aixa Íñigo, escultor valencià (m. 1920).
- 1861 - El Pla del Penedès: Dolors Prats i Respall, mestra i pintora penedesenca (m.1934).[6]
- 1883 - Mataró (Maresme): Frank Marshall King, pianista català.
- 1895 - València (l'Horta): Josep Iturbi Bàguena, pianista, compositor i director d'orquestra valencià (m. 1980).
- 1931 - Riudoms (Baix Camp): Joan Guinjoan Gispert, compositor de música contemporània català.
- 1958 - Caracas: Francesc Antich Oliver, advocat i polític mallorquí (m. 2025).[7]
- 1960 - Bétera (Camp de Túria): Vicent Partal i Montesinos, periodista valencià.[8]

Resta del món
- 1470 - Suzhou (Xina) :Wen Zhengming (en xinès: 文征明;) erudit, pintor i cal·lígraf durant la dinastia Ming. (m.1559).[9]

- 1632 - París (França): Jean Baptiste Lully, compositor francès d'origen italià.
- 1690 - Venècia: Carlo Lodoli, arquitecte, matemàtic i clergue franciscà (m. 1761).
- 1698 - Gävle, Suècia: Charlotta Frölich, escriptora, historiadora, agrònoma i poetessa sueca (m. 1770).[10]
- 1820: Barmen, Rin del Nord-Westfàlia: Friedrich Engels, filòsof socialista alemany i cofundador, conjuntament amb Karl Marx, de la teoria del comunisme modern. (m. 1895).
- 1881 - Viena (Àustria): Stefan Zweig, escriptor i pacifista austríac.
- 1887 - Múnic (Baviera, Alemanya): Ernst Röhm, polític i militar alemany.
- 1891 - Oahu, Hawaii: Mabel Alvarez, pintora i retratista estatunidenca, en l'escola de l'impressionisme i modernisme californià (m. 1985).[11]
- 1907 - Roma (Itàlia): Alberto Moravia, escriptor italià.
- 1908 - Brussel·les (Bèlgica): Claude Lévi-Strauss, antropòleg francès (m. 2009).
- 1923 - Los Angeles: Glòria Grahame, actriu estatunidenca de cinema, teatre i televisió.[12]
- 1929 - Detroit, Michigan (EUA): Berry Gordy, productor de música estatunidenc, fundador del segell discogràfic Motown Records i les seves diverses subsidiàries.
- 1936 - Talence (França): Philippe Sollers, escriptor francès, Premi Médicis de l'any 1961.
- 1941 - Pula: Laura Antonelli, actriu italiana.
- 1944 - Orà, Algèria: Fatiha Boudiaf, defensora dels drets de les dones i pacifista algeriana, Premi Príncep d'Astúries de Cooperació Internacional 1998.
- 1947 - Atenes: Maria Farantouri o Farandouri, cantant grega, de música tradicional i popular grega, i també moderna.[13]
- 1949 - Iujno-Sakhalinsk, Unió Soviètica: Aleksandr Godunov, ballarí i actor de cinema soviètic nacionalitzat estatunidenc (m. 1995).
- 1950:
  - Differdange: Josiane Kartheiser periodista i escriptora luxemburguesa, que escriu en alemany i en luxemburguès.[14]
  - Tenafly (Nova Jersey, EUA): Ed Harris, actor estatunidenc.
  - Nova York (EUA): Russell Alan Hulse, astrofísic nord-americà, Premi Nobel de Física de l'any 1993.
- 1951 - 
  - Fresno, Califòrnia: Bàrbara Morgan, primera professora-astronauta, dins del Projecte Professor a l'Espai.
  - Tcheboa, Bénoué, Camerun: Yaou Aïssatou, política i economista camerunesa, Ministra de la Dona al seu país.[15]
- 1969 - Tana, Noruega: Hanne Ørstavik, escriptora noruega.
- 1972 - Hamburg, Alemanya: Anastasia Kelesidu, atleta grega, especialista en llançament de disc.
- 1981 - Vannes, Morbihan: Louise Bourgoin, actriu, model i presentadora de televisió francesa.[16]
- 1985 - Montevideo (Uruguai): Álvaro Pereira, futbolista uruguaià.
- 1985 - Trappes (França): Tamara Marthe ('Shy'm'), cantant francesa.
- 1992 - Las Vegas, Nevada, (EUA): Adam Hicks, actor, raper, cantant i compositor estatunidenc.
- 1992 - Pembroke: Nora Vasconcellos, patinadora de monopatí professional estatunidenca.[17]

## Necrològiques
Països Catalans
- 1903, Barcelona: Ignasi Ferrer i Carrió, gramàtic i escriptor català (n. 1848).
- 1947, València, l'Horta: Miquel Duran de València, escriptor i activista cultural valencià (n. 1883).
- 1969, Barcelona: Rosa Roig i Soler, pedagoga i feminista catalana, arraconada pel franquisme (n. 1890).[18]
- 1987 - Barcelona: Elisabeth Mulder, escriptora, poeta i narradora, traductora, periodista i crítica literària catalana en castellà (n. 1904).[19]
- 2000, Berga, Berguedà): Antoní Massaguer i Mas, independentista català (n. 1947).
- 2015, Barcelona: Rosa Galcerán i Vilanova, dibuixant, historietista, animadora i publicista catalana.[20]
- 2017, Barcelona: Patrícia Gabancho i Ghielmetti, periodista i escriptora argentinocatalana (n. 1952).[21]

Resta del món
- 1058: Casimir I de Polònia dit “el Restaurador”, aristòcrata polonès, duc de Polònia.
- 1290, Harby, Nottinghamshire: Elionor de Castella, infanta de Castella per naixement i reina d'Anglaterra per matrimoni.[22]
- 1872, Nàpols: Mary Somerville, matemàtica i astrònoma escocesa pionera (n. 1780).[23]
- 1939, Lawrence (Kansas): James Naismith, inventor del bàsquet.
- 1954, Chicago, Illinois (EUA): Enrico Fermi, físic italià Premi Nobel de Física de 1938 (n. 1901).
- 1962, Palau Het Loo (Països Baixos): Guillemina I dels Països Baixos (La Haia 1880 - 1962). Reina dels Països Baixos des de l'any 1890 fins a l'any 1948 (n. 1880).[24]
- 1967 - Paris, França: Léon M'ba, el primer president del Gabon (n. 1902).[25]
- 1968, Londres, Anglaterra: Enid Blyton, prolífica escriptora britànica de literatura infantil (n. 1897).[26]
- 1971, Caire: Wasfi al-Tall tres cops primer ministre de Jordània assassinat per l'organització Setembre Negre.
- 1982, Lausana: Helena de Grècia, reina de Romania (1940 - 1947) (m. 1982).[27]
- 2007, Ottobrunn, Alemanya: Elly Beinhorn, aviadora alemanya pionera (n. 1907).[28]
- 2010, Fort Lauderdale (EUA): Leslie Nielsen, actor canadenc.
- 2015:
  - Diyarbakır, Turquia): Tahir Elçi, advocat prokurd.
  - Santa Cruz de Tenerife: Agustín Sánchez Quesada, futbolista espanyol que exercia en posició de davanter.[29]
- 2021
  - Moscou, Rússia: Aleksandr Gradski, cantant d'òpera i rock rus. (n. 1949)
  - Buenos Aires, Argentina: Guillermo Roux, pintor argentí. (n. 1929)

## Festes i commemoracions
- Santoral: sants Sòstenes de Corint, un dels Setanta deixebles; Basili, Andreu, Gregori, Auxenci i companys màrtirs de Constantinoble; Honest de Nimes, prevere; Jaume de la Marca, franciscà; venerable Tomàs Carnicer, dominic (1373), venerat com a beat a l'Orde de Sant Domènec.